# Дарт, Тёрстон
Тёрстон Дарт (полное имя Robert Thurston Dart; 3 сентября, 1921, Лондон — 6 марта 1971, там же) — британский музыковед, педагог, клавесинист, источниковед. Один их наиболее известных энтузиастов музыкального аутентизма в послевоенной Великобритании.

## Очерк биографии и творчества
Дарт изучал клавишные инструменты в Королевском музыкальном колледже в Лондоне в 1938 - 1939 годах, а затем изучал математику в Университетском колледже в Эксетере. В 1942 году в Лондоне получил степень бакалавра искусств, в том же году получил специальный диплом пианиста-аккомпаниатора в "Королевском музыкальном колледже" ("Associate of the Royal College of Music Diploma").
В 1942 – 45 гг. служил в военно-воздушных силах Великобритании. В 1945-46 гг. в Брюсселе учился у Чарлза ван ден Боррена. В 1947-64 гг. преподавал в различных колледжах Кембриджского университета ("Caius College", "Selwyn College", c 1953 — действительный член "Jesus College"), в 1964 - 1971 — декан вновь образованного музыкального факультета и профессор в «Кингс-колледже» (Лондон). Среди учеников Дарта — крупные представители аутентизма Кристофер Хогвуд и Джон Элиот Гардинер, всемирно известные исследователи Маргарет Бент и Дэвид Фэллоуз.
В 1948-50 гг. как клавесинист участвовал в серии радиопередач "Би-Би-Си" «A Нistory in Sound of European Music», которые вёл известный популяризатор старинной музыки Джеральд Абрахам.
В 1955 – 1959 годах руководил оркестром «Philomusica of London». В 1947 - 1954 гг. Дарт был главным редактором музыкального журнала «Galpin Society Journal», в 1950 - 1965 гг. в серии «Musica Britannica» опубликовал (на основе критического изучения источников) музыкальные произведения Уильяма Бёрда, Джона Булла, Франсуа Куперена, Томаса Морли. В «Музыкальном словаре Гроува" 1954 г. были опубдикованы его большие статьи о музыкальной нотации, табулатуре и другие.
Монография Дарта «Интерпретация музыки» ("The Interpretation of Music"), опубликованная в Лондоне в 1954 году, неоднократно переиздавалась, была переведена на немецкий (1959) и шведский (1964) языки. Сохранились пять глав монографии о Дж. Булле (не опубликованы, хранятся в "The Thurston Dart Archive" в Библиотеке Кембриджского университета). Со времён войны дружил и творчески сотрудничал с Невиллом Марринером, часто исполнял партию continuo с его оркестром «Академия Св. Мартина-в-полях». Скоропостижно скончался (рак желудка) во время сессии звукозаписей с этим оркестром.

## Сочинения
- The Interpretation of Music. London; New York: Hutchinson's University Library, 1954. 192 pp.